# Baukörper

Baukörper auf einem Grundstück

Ein Baukörper fasst das gesamte Volumen eines Bauwerkes zusammen, das sich innerhalb einer fest definierten Fläche (z. B. Grundstück) befindet. Die Gestalt des Baukörpers (Kubatur) wird dabei lediglich durch die Statik begrenzt. 
Es besteht die Möglichkeit, den Gesamt-Baukörper in verschiedene Teil-Baukörper aufzutrennen, wobei die Abgrenzung zum Begriff Gebäudeflügel fließend ist. 